# Pannonia Allstars Ska Orchestra
Pannonia Allstars Ska Orchestra es una banda de ska húngara formada en Budapest, en 2003. El estilo musical de la banda ha fusionado el ska jamaicano y el reggae con melodías de jazz y elementos de folk tradicional húngaro.
Han lanzado dos álbumes de estudio en Megalith Records y un disco en vivo con Crossroads Records. La banda ha realizado numerosas giras alrededor de Europa continental, y se presentan regularmente en el Festival de Sziget, donde fue banda principal en el escenario principal en 2008.
Los miembros del grupo también ejecutan varios proyectos secundarios, tales como PASO Soundsystem y PASO's Roots Rockers. Asimismo, presentan un programa de ska semanal en la estación de radio húngara Tilos Rádió.
La banda cuenta también con el proyecto PASO Booking, un concierto con el objetivo de llevar más ska a Hungría, así como sus eventos locales, que han dado hasta el momento conciertos con grupos como The Toasters, Bad Manners, The Slackers, New York Ska-Jazz Ensemble y The Aggrolites. También utilizan este organismo para poner un campamento anual de ska llamado Big Skaland Skanking Camping.
El vocalista Kristóf Tóth, más comúnmente conocido por el nombre artístico de KRSA, ha hecho música junto con muchas otras bandas húngaras incluyendo Irie Maffia y la Budapest Riddim Band. KRSA y la sección de viento de la Pannonia Allstars Ska Orchestra también han tocado con una serie de músicos británicos, entre ellos Sam Duckworth, Drew McConnell y Jimmy Pursey por Love Music Hate Racism.
Kristóf Tóth es también conocido como Lord Panamo, debido a que usa un sombrero de Panamá (así como traje blanco) en el escenario y como un homenaje a la artista ska Lord Tanamo.

## Miembros
- Kristóf «KRSA» Tóth aka Lord Panamo: voz
- Segges Tóni aka Tony Ass: trompeta
- Mr. Vajay: trombón
- Luki: saxofón
- Tomi: saxofón
- Benkő Dávid aka Mr.P: teclados
- Laca: guitarra
- Csakikapitany: guitarra
- Dr. Strict: bajo
- Lipi Brown: batería
- Barna György: violín

## Discografía

### Álbumes de estudio
- 2003 Pannonia Allstars Ska Orchestra / Crossroads Records
- 2006 Budapest Ska Mood / Megalith
- 2008 The Return of The Pannonians / Megalith
- 2009 Feel The Riddim! / Megalith

### Álbumes en vivo
- 2005 All Night Long - Live At Artemovszk[11] / Crossroads Records

### Sencillos
- 2007 Moses And The Red See / Joseph (7", sencillo),[12] del álbum The Return of The Pannonians